# Rupertikirche (Hohenrain)

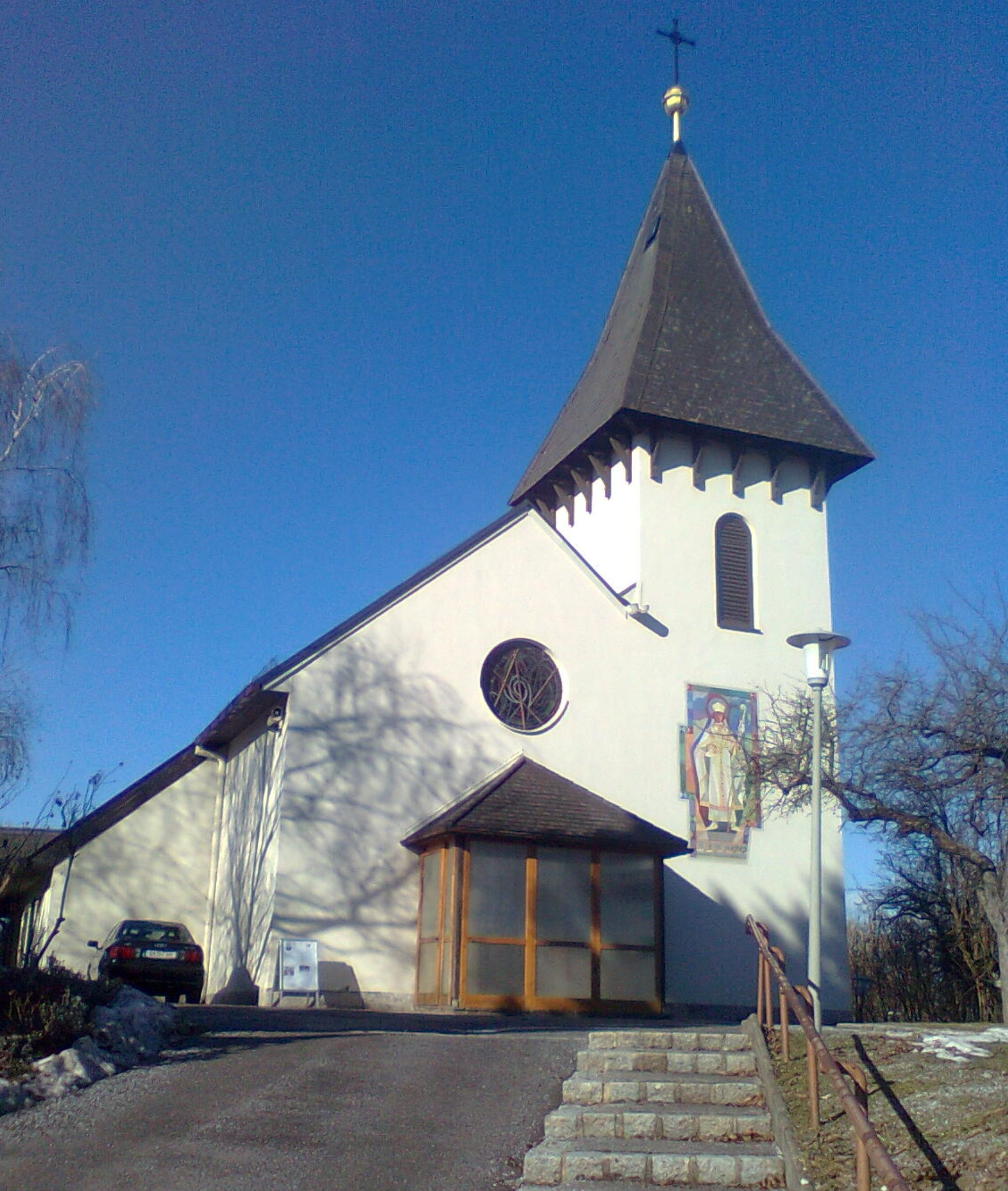
Rupertikirche in Hohenrain

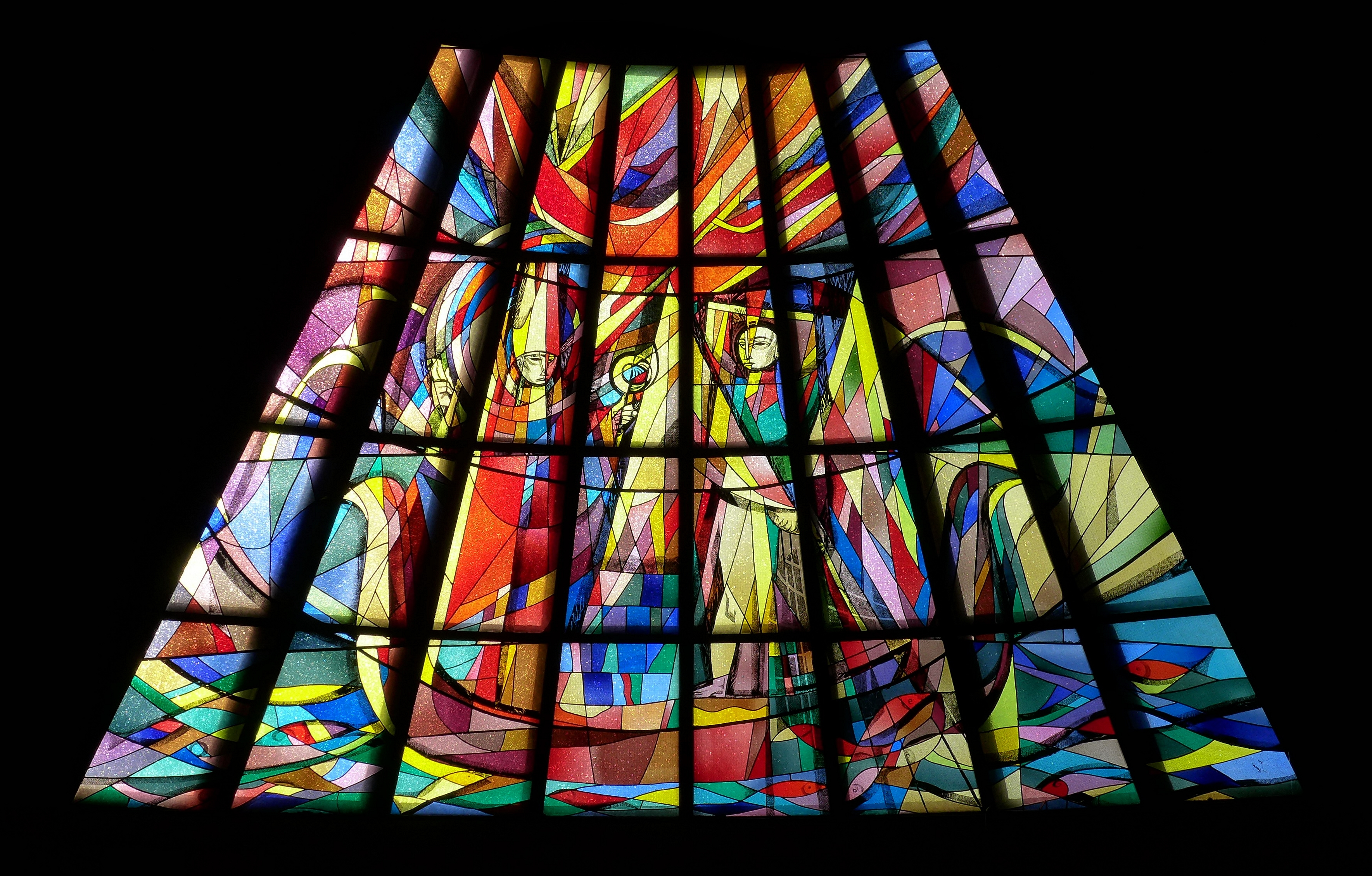
Glasfenster Hl. Rupert (Rudolf Szyszkowitz)

Die Filialkirche Hl. Rupert, auch  Rupertikirche, benannt nach dem Heiligen Rupert von Salzburg, befindet sich in Hohenrain, Gemeinde Hart bei Graz, direkt an der Stadtgrenze von Graz (neunter Gemeindebezirk Waltendorf) in der Nähe des Schlosses Lustbühel. Sie gehört als Filialkirche zur Pfarre Graz-St. Peter im Dekanat Graz-Süd der Stadtkirche Graz.

## Geschichte und Gestaltung
1960 wurde nach den Plänen des Architekten Eberhardt Jäger ein schlichter Bau, der sich gut in die Umgebung einfügt, errichtet. Früh postmodernistisch zitiert er die Bauform der romanischen Wehrkirchen der Steiermark. 
Das große Glasfenster über dem Altarraum wurde vom steirischen Künstler Rudolf Szyszkowitz, Repräsentant der steirischen Moderne, entworfen und zeigt den heiligen Rupert von Salzburg, dem die Kirche geweiht ist. Die Gestaltung des kleinen Fensters an der Eingangswand mit der Darstellung eines Hahnes, dem Heiligenattribut des Petrus, dem Patron der Stadtpfarre, stammt vom selben Künstler. Die Seccomalerei an der Außenwand von Adolf Osterider zeigt ebenfalls den Kirchenpatron.
Derzeitiger Seelsorger der Kirche ist P. Leo Thenner SDS, Dechant-Stellvertreter des Dekanates Graz-Süd.

## Bilder-Galerie

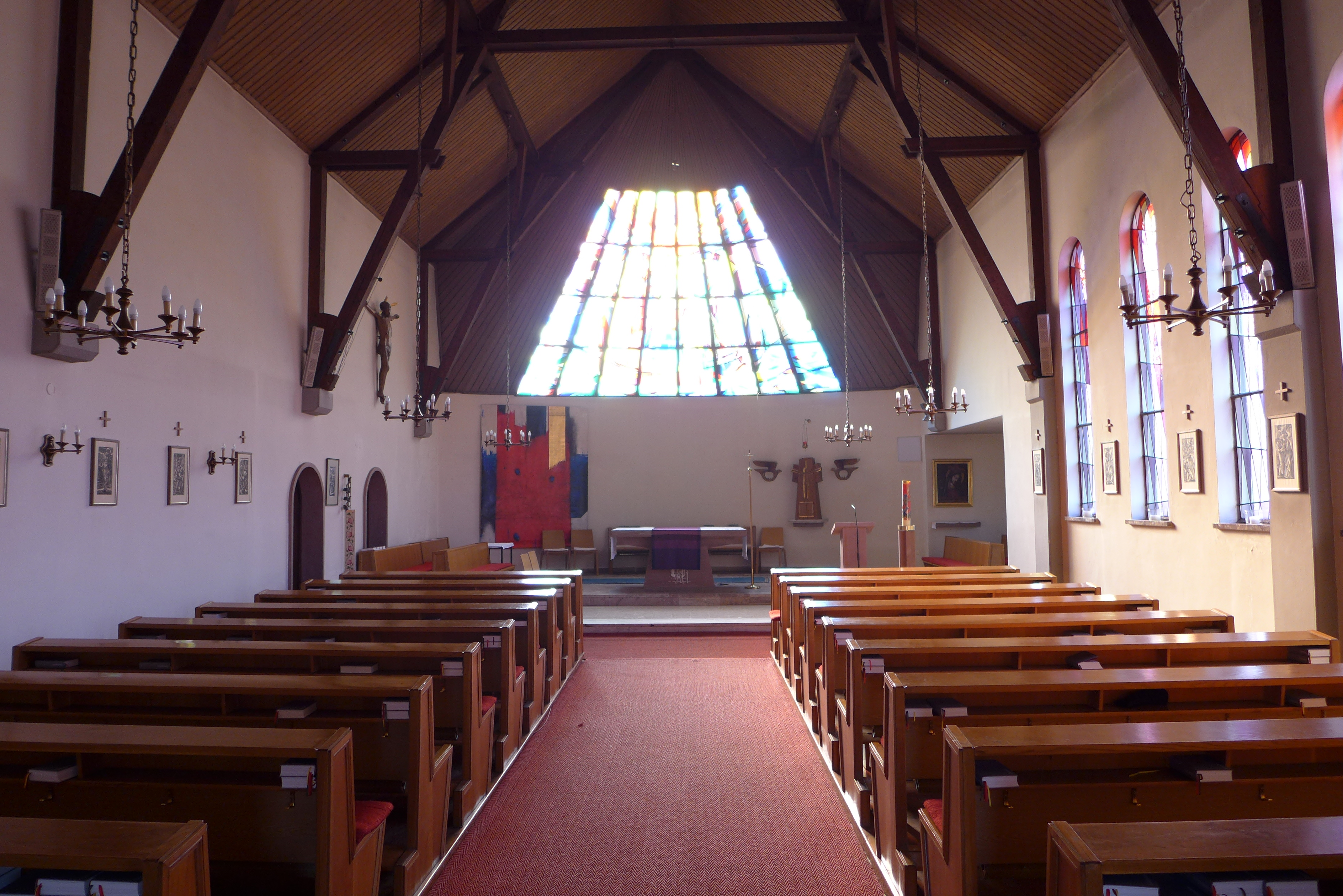
Innenraum der Kirche
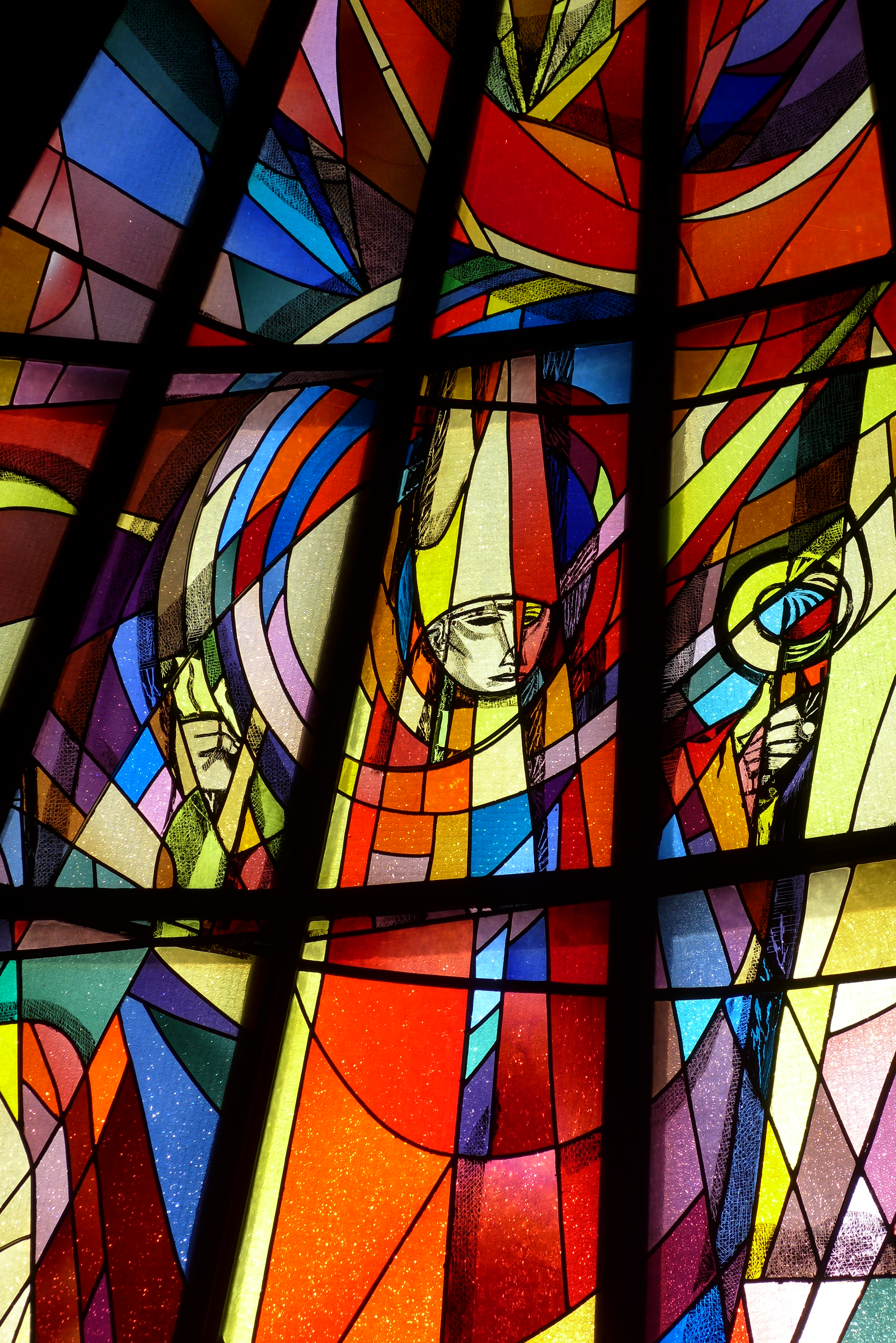
Glasfenster Hl. Rupert, Ausschnitt (Rudolf Szyszkowitz)
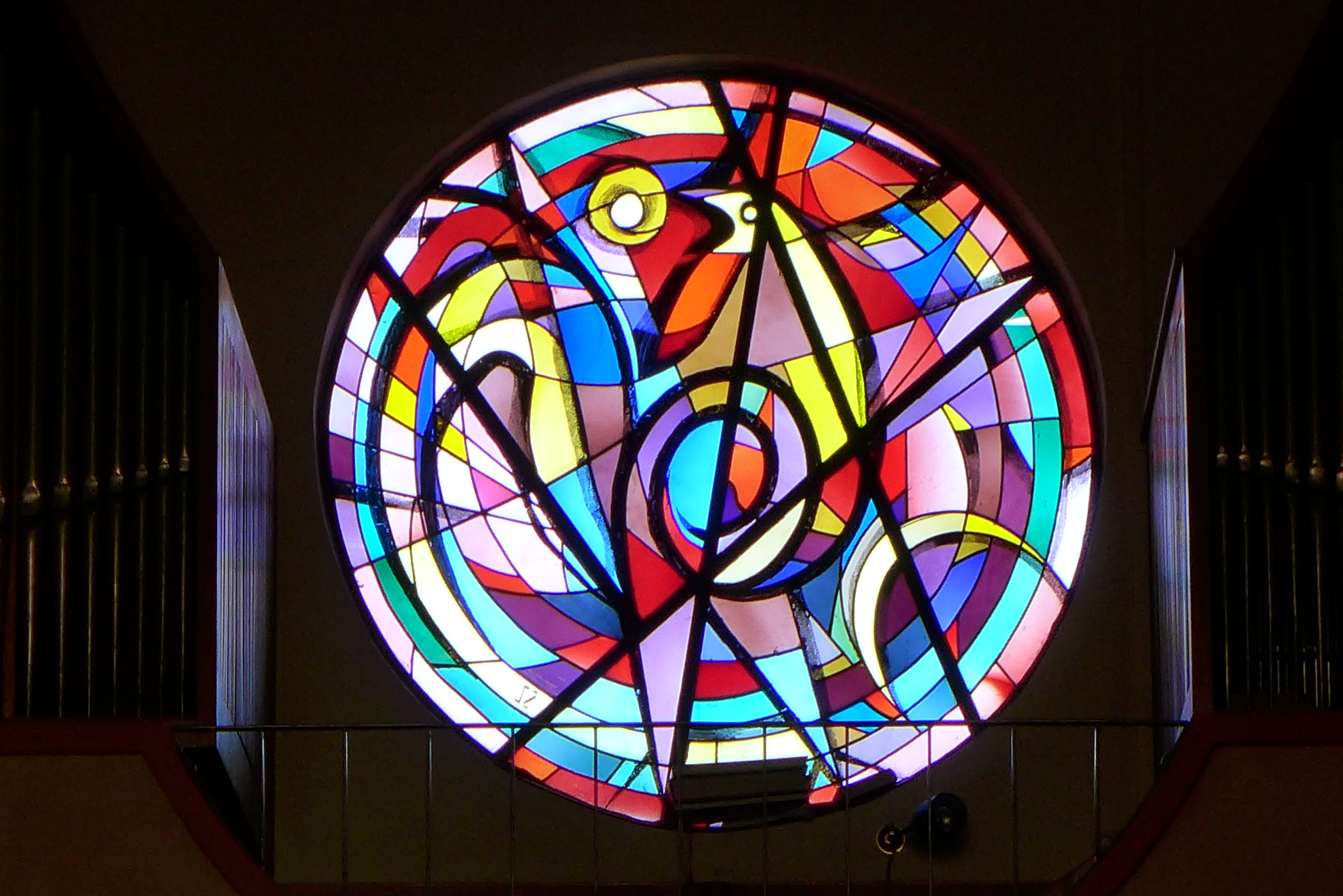
Glasfenster Hahn (Rudolf Szyszkowitz)
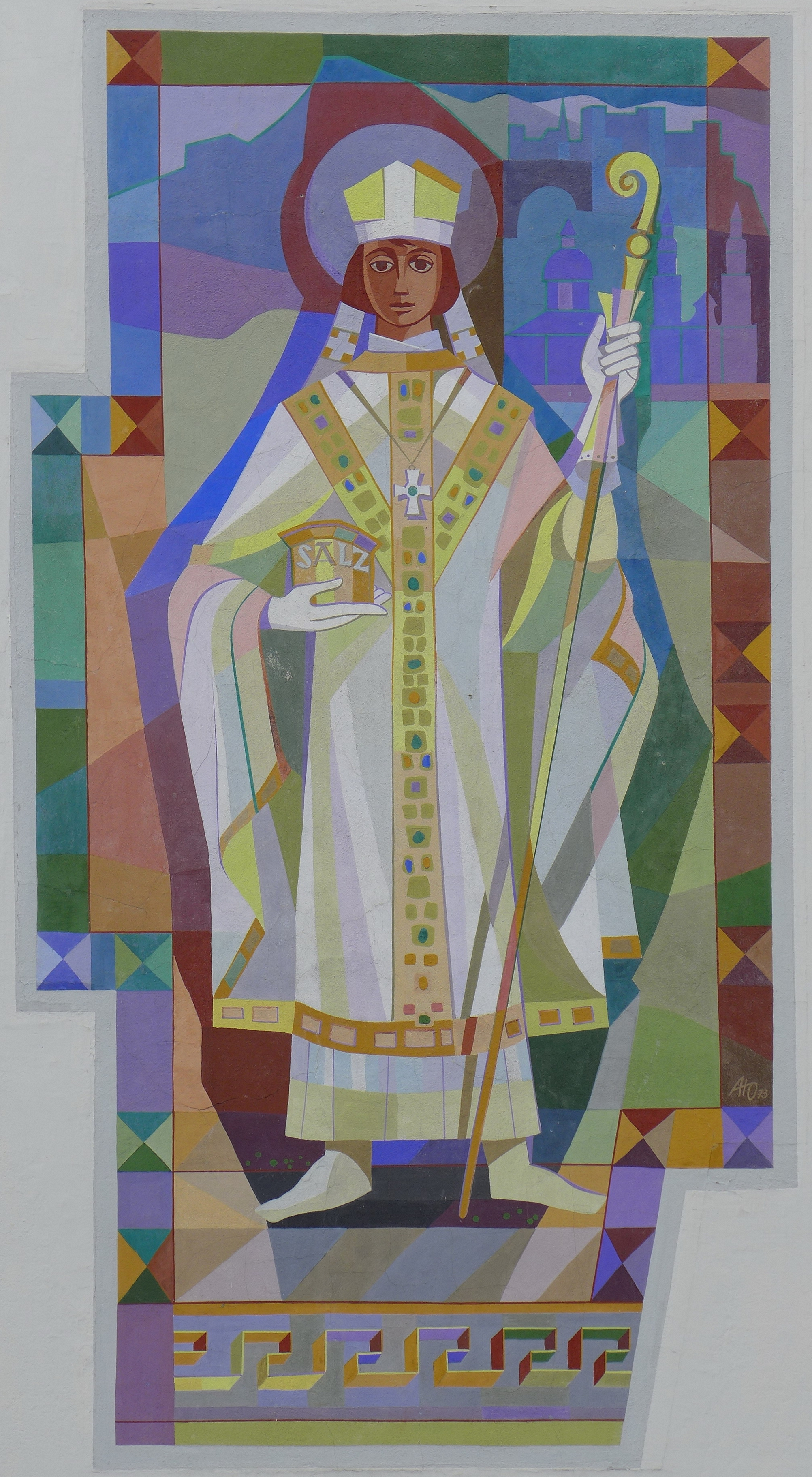
Hl. Rupert (Adolf Osterider)